# Anders Larsson i Flicksäter
Anders Larsson (i riksdagen kallad Larsson i Flicksäter), född 6 december 1839 i Frändefors församling, Älvsborgs län, död 11 mars 1910 i Flicksäter, Frändefors församling, var en svensk lantbrukare och riksdagspolitiker. 
Larsson var verksam som lantbrukare i Flicksäter i Frändefors församling. Han var som riksdagsman ledamot av riksdagens andra kammare 1879–1881 samt 1891–1893 för Sundals domsaga.